# Holcocera modestella
Holcocera modestella é uma espécie de mariposa do gênero Holcocera pertencente à família Coleophoridae.